# Notker Wolf
Pour les articles homonymes, voir Wolf.
 (mars 2024).
Si vous disposez d'ouvrages ou d'articles de référence ou si vous connaissez des sites web de qualité traitant du thème abordé ici, merci de compléter l'article en donnant les références utiles à sa vérifiabilité et en les liant à la section « Notes et références ».
Notker Wolf, osb, né Werner Wolf le 21 juin 1940 à Bad Grönenbach en Haute-Souabe dans l'arrondissement d'Unterallgäu (Bavière) et mort le 2 avril 2024, est un religieux et musicien allemand, neuvième abbé-primat de la confédération bénédictine qui regroupe les principales congrégations de l'ordre de Saint-Benoît et dont le siège est à Saint-Anselme (Rome).

## Biographie
Fils de tailleur, Werner Wolf fait ses études à l'Oberrealschule de Memmingen, puis au gymnasium Sankt Ottilien. Il entre après son baccalauréat, en 1961, chez les Bénédictins de l'abbaye de Sainte-Odile de la congrégation ottilienne, ou Bénédictins missionnaires, dans le hameau de Sankt Ottilien en Bavière. Il prend le nom de religion de Notker. Il étudie la philosophie au collège Saint-Anselme à Rome, et à partir de 1965 la théologie à l'université Louis-et-Maximilien de Munich, mais aussi la zoologie, l'histoire de l'astronomie, la chimie inorganique. Il est docteur en philosophie après sa thèse sur les stoïciens en 1974, et ordonné prêtre en 1968.
Notker Wolf, est nommé professeur de philosophie naturelle et de philosophie des sciences à l'athénée pontifical Saint-Anselme de Rome, en 1971. Il devient cinquième archi-abbé de Sainte-Odile, après Viktor Dammertz, en 1977 et præses de la congrégation ottilienne. Il ouvre un prieuré en Chine et un prieuré en Inde et relève le prieuré de Jakobsberg, construit au XVIIIe siècle, près d'Ockenheim.
Notker Wolf est élu neuvième abbé-primat de la confédération bénédictine, le 7 septembre 2000 et réélu en 2008. Il occupe cette charge jusqu'en 2016. Il avait sous sa responsabilité près de 8 000 moines et 17 000 moniales, mais cette fonction étant plus de représentation, il est alors une sorte d'« ambassadeur » auprès du Saint-Siège, et de conseiller, l'Ordre bénédictin n'étant pas un Ordre centralisé. Après deux mandats, il retour à l'abbaye de Sainte-Odile.
Il est connu pour sa vision chrétienne de l'économie et sa défense des chômeurs. Gregory Polan lui succède en 2016.

## Musicien

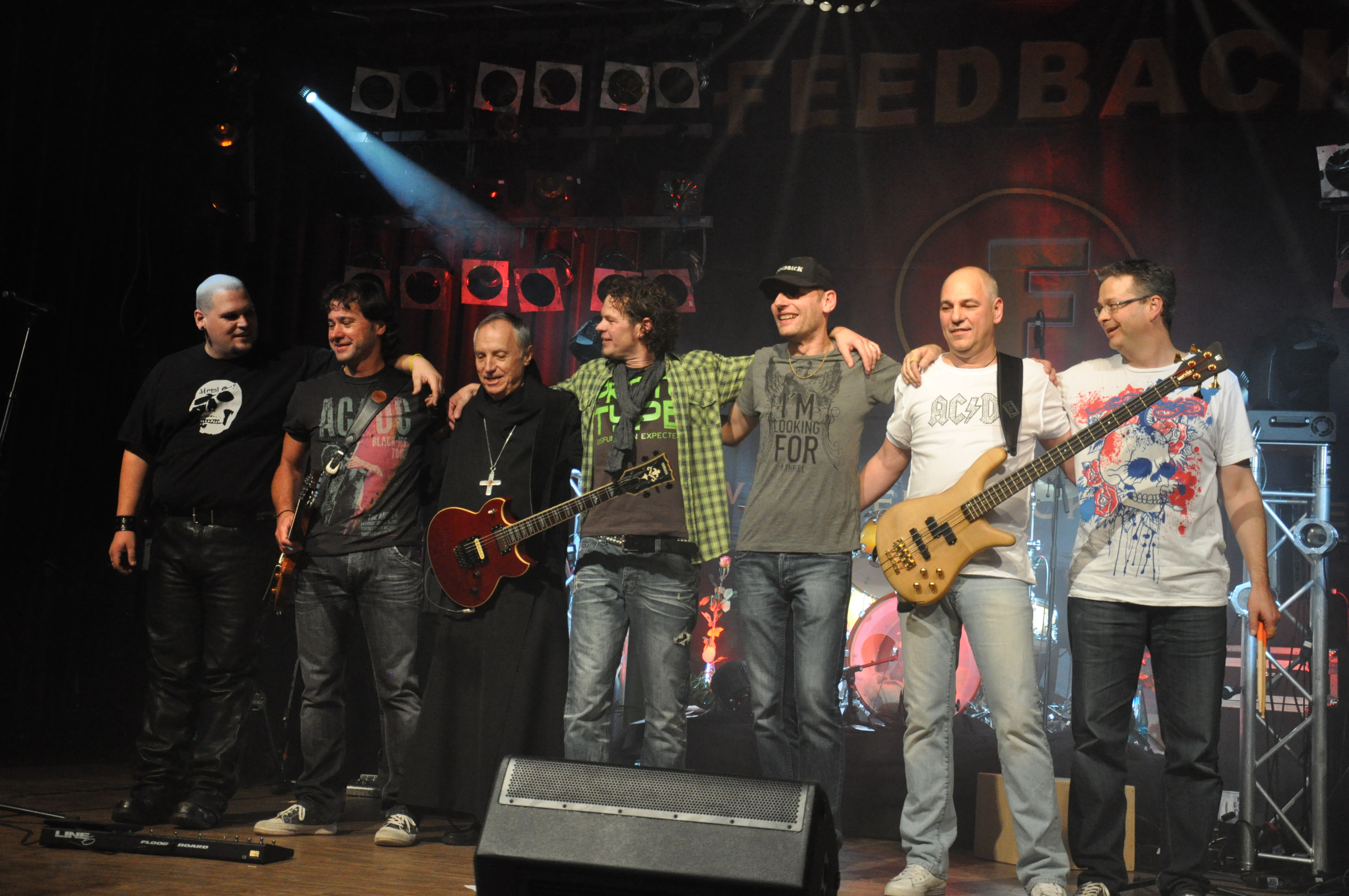
Le groupe Feedback avec Notker Wolf en 2011.

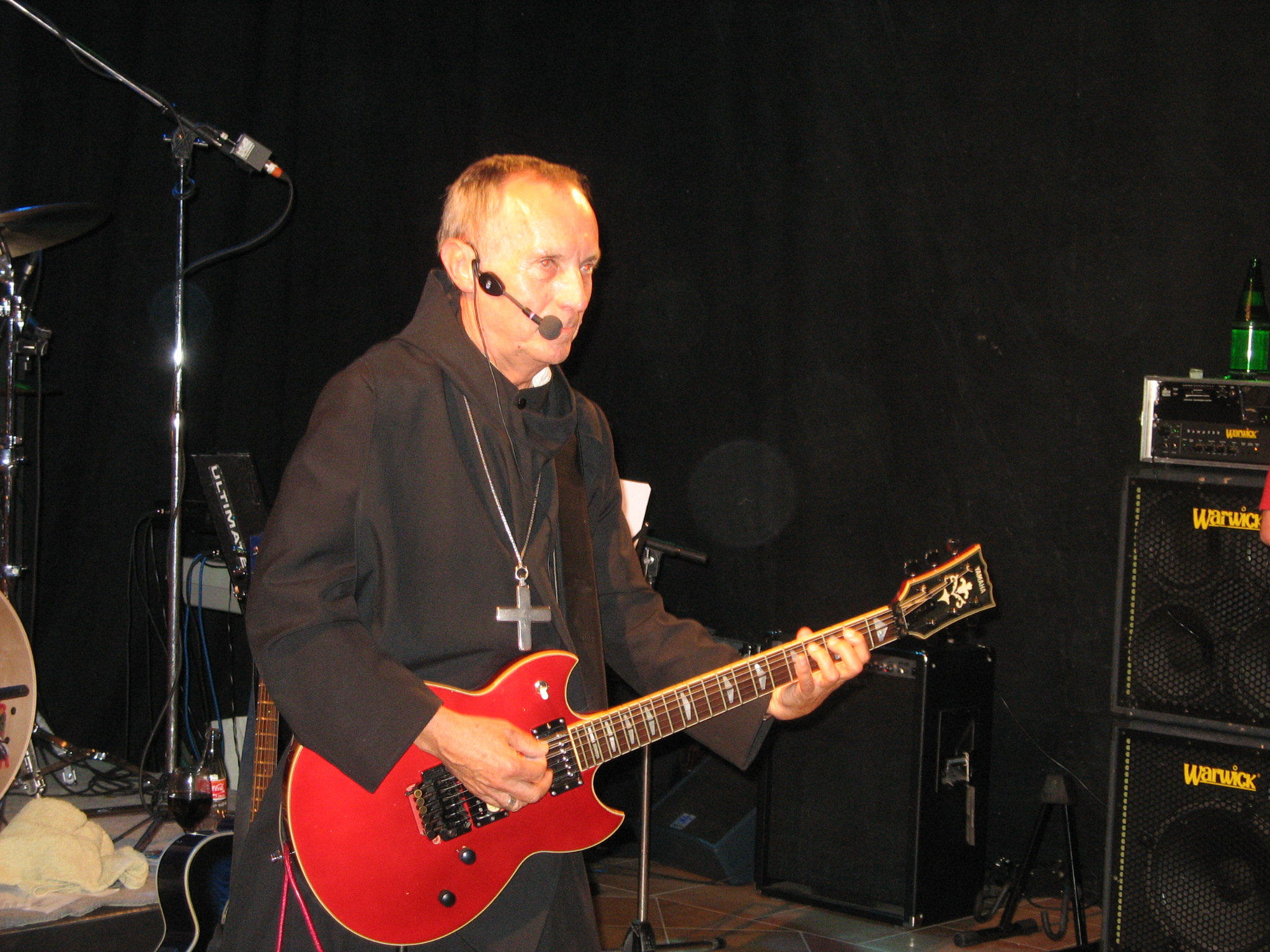
Notker Wolf à la guitare électrique.

Notker Wolf est célèbre pour ses concerts de rock. Il est influencé par la musique des Rolling Stones, de Deep Purple et de ZZ Top. Son groupe Feedback interprète des concerts de rock « chrétien ». Il joue de la guitare électrique et de la flûte traversière. Son groupe a sorti un CD Rock My Soul en 2003.

## Auteur
Notker Wolf est auteur de nombre d'ouvrages de spiritualité et de philosophie, ainsi que de témoignages.

## Décorations
- Ordre bavarois du Mérite
- Ordre du Mérite de la République fédérale d'Allemagne
- Grand-croix de l'ordre du Mérite de la République fédérale d'Allemagne (2007)
- Médaille Reinhold Maier (2009)
- Médaille Ludwig-Erhard (2010)